# قشاطی
قشاطی (به عربی: القشاطی) یک روستا در سوریه است که در ناحیه سلحب واقع شده‌است. قشاطی ۹۶۹ نفر جمعیت دارد.